# 北舍站
北舍站是位于山西省长治市潞城区北舍村的一个铁路车站，邮政编码47500。车站建于1980年，有邯长铁路经过该站，现仅办理货运业务，不办理客运业务，车站及其上下行区间均已电气化。车站距离邯郸站215公里，隶属北京铁路局，是四等站。

## 邻近车站
1. ↑  . 河北新闻网. 2019-12-16  [2021-01-08]. （原始内容存档于2021-01-10）. 该段管辖京广线窦妪站至小康庄站、邯长线林村站至北舍站、马磁线七公里站至磁山站及沙午线各站